# Steffen Iversen
Steffen Iversen (Oslo, 10 novembre 1976) è un allenatore di calcio ed ex calciatore norvegese, di ruolo attaccante, tecnico del Trygg/Lade.

## Biografia
È il figlio di Odd, anche lui calciatore.

## Caratteristiche tecniche
Iversen è un attaccante che unisce tecnica e forza. È dotato di buona visione di gioco e di un altrettanto buono tocco di palla. Fu paragonato da Gerry Francis a Jürgen Klinsmann, nel gioco e nei movimenti.

## Carriera

### Giocatore

#### Club

##### Rosenborg

Iversen agli esordi nel Rosenborg, circondato dai milanisti Baresi, Costacurta e Boban durante la vittoriosa trasferta di UEFA Champions League 1996-1997.

Iversen ha iniziato la carriera professionistica con la maglia del Rosenborg. Ha debuttato nell'Eliteserien il 21 aprile 1995, nel successo per 6-0 sul Kongsvinger: l'attaccante è subentrato a Tom Kåre Staurvik nel corso del secondo tempo della sfida. Ha segnato il primo gol in campionato della sua carriera il 16 maggio dello stesso anno, nel successo per 5-2 sullo Stabæk.

##### Tottenham Hotspur
Iversen è stato ingaggiato dal Tottenham un mese dopo aver compiuto vent'anni, in cambio di 23.000.000 di corone. Il trasferimento è stato criticato dall'allora allenatore del Rosenborg Nils Arne Eggen, che ha ritenuto il calciatore troppo giovane per trasferirsi all'estero. Ha scelto la maglia numero 18, precedentemente indossata da Jürgen Klinsmann. Ha debuttato nella Premier League in data 7 dicembre 1996, nel successo per 2-1 degli Spurs sul Coventry City. Il norvegese non ha impiegato molto tempo per conquistare un posto in squadra, diventando un titolare entro la fine della prima stagione.

##### Wolverhamtpon Wanderers
Il 1º agosto 2003, il Wolverhampton ha reso noto l'ingaggio di Iversen, che ha firmato un contratto annuale. Il norvegese era legato ancora al Tottenham per un'altra stagione, ma il club londinese ha accettato di rilasciarlo in anticipo. Ha debuttato con la maglia dei Wolves in data 16 agosto, schierato titolare nella sconfitta per 5-1 in casa del Blackburn: è stato però lui a siglare la rete della bandiera per la squadra, su assist di Shaun Newton.

##### Vålerenga
A fine luglio 2004, Iversen è tornato in patria per giocare nel Vålerenga. Ha firmato così per la squadra per cui ha giocato suo padre Odd. Ha dichiarato di voler riconquistare la Nazionale norvegese, rientrando nel suo paese natio. Il 2 agosto ha potuto esordire in squadra, schierato titolare nel pareggio per 1-1 contro il Brann. L'11 settembre è arrivata la prima rete, nella vittoria per 1-4 maturata sul Rosenborg. Il Vålerenga ha disputato una grande stagione, quell'anno, e Iversen ne è stato riconosciuto come il maggiore artefice. Infatti, il club di Oslo è arrivato a pari punti con il Rosenborg all'ultima giornata, con le squadre appaiate al primo posto in classifica. È stato soltanto il maggior numero di reti segnate a premiare il Rosenborg, piuttosto che il Vålerenga.
Il successo finale è stato però rimandato soltanto di una stagione. Il Vålerenga, infatti, ha spezzato nel campionato 2005 il dominio del Rosenborg, durato per tredici stagioni consecutive. Iversen ha giocato 21 partite ed ha realizzato 7 reti in quella stagione, contribuendo così alla conquista del titolo. Il suo allenatore, Kjetil Rekdal, si è congratulato per le prestazioni del calciatore, ma ha aperto subito degli spiragli ad una sua possibile partenza.

##### Il primo ritorno al Rosenborg
Nei primi mesi del 2006, Iversen è tornato a giocare per il Rosenborg. Si è legato al club con un contratto triennale. L'allora allenatore della squadra, Per-Mathias Høgmo, ne ha elogiato l'ingaggio nella conferenza stampa di presentazione. Ha vestito quindi nuovamente la maglia del club, per la prima volta, il 9 aprile: ha sostituito Vidar Riseth nel pareggio per 3-3 in casa del Lillestrøm. Il 17 aprile è andato a segno con un calcio di rigore che ha sancito il definitivo 3-0 sullo Start. Nel corso dell'anno, la società ha ceduto Frode Johnsen e Thorstein Helstad, facendo di Iversen il principale attaccante della rosa. Il Rosenborg ha vinto il campionato (quarta volta in carriera per Iversen) e l'attaccante ha contribuito con 12 reti nelle ultime 12 gare, contribuendo notevolmente a questo successo.
Il campionato 2007 è stato però più complicato. Iversen non è riuscito infatti a raggiungere uno stato di forma accettabile per diverso tempo e gli è stato perciò preferito Yssouf Koné. In seguito, però, entrambi i calciatori hanno trovato spazio. Il momento clou della sua stagione, comunque, è arrivato nella Champions League 2007-2008: è stato autore della doppietta che ha permesso al Rosenborg di superare il Valencia al Mestalla.
Nell'Eliteserien 2008, Iversen non ha potuto giocare con regolarità a causa di alcuni infortuni. Nonostante questo, però, è stato il miglior marcatore stagionale del club, per il terzo anno consecutivo. Si è presentato in piena forma per l'inizio del campionato seguente, dove ha costituito una coppia offensiva importante con il nuovo acquisto Rade Prica. I due hanno avuto grandi meriti per il successo finale del Rosenborg, che è tornato a vincere l'Eliteserien a distanza di due anni dalla precedente. Iversen ha segnato anche nel successo per 0-2 in casa del Molde, in data 27 settembre: questa vittoria ha permesso al Rosenborg di aggiudicarsi matematicamente il campionato.
La stagione seguente è stato influenzata dalla trattativa per il suo rinnovo contrattuale (l'accordo allora in vigore sarebbe scaduto al termine dell'anno). Sebbene le parti fossero distanti, Iversen è rimasto un punto cardine della squadra: sia sotto la guida di Erik Hamrén che sotto quella del sostituto Nils Arne Eggen, l'attaccante è stato sempre considerato come un titolare. Ha giocato infatti tutte le 30 partite di campionato, di cui 24 dal primo minuto. Ha segnato 14 reti, nuovamente decisive per il trionfo finale del Rosenborg ed è stato, ancora una volta, miglior marcatore del club.
Nonostante la volontà di rinnovargli il contratto da parte del Rosenborg, Iversen ha voluto lasciare il club e si è svincolato al termine del 2010.

##### Crystal Palace
Il 3 gennaio 2011 è stato comunicato sul sito del Crystal Palace il suo trasferimento a parametro zero alla società inglese, firmando un contratto valido fino al termine della stagione in corso. La scelta è stata motivata con la volontà condivisa con la famiglia di trasferirsi a vivere a Londra, anche al termine della carriera. Il giorno stesso ha debuttato in squadra, schierato titolare nel successo per 1-0 contro il Preston North End: è stato proprio Iversen a decidere il match, grazie ad una rete su colpo di testa. Il 5 maggio è stata annunciata dal manager Dougie Freedman la permanenza del norvegese per un'altra stagione, poiché Iversen ha sfrtuttato la clausola che gli permetteva di rimanere al club nel caso venisse raggiunta la salvezza.

##### Il secondo ritorno al Rosenborg
Il 15 febbraio 2012 è stato reso noto il suo ritorno al Rosenborg. L'8 novembre successivo, ha annunciato il proprio ritiro dall'attività agonistica, al termine della stagione. Ha chiuso l'annata con 32 presenze e 8 reti, tra campionato, Coppa di Norvegia ed Europa League.

##### Il ritorno in campo
Dopo aver lasciato il Rosenborg, si è ritirato effettivamente dall'attività agonistica. Il 29 settembre 2013, però, l'Herd ha reso noto d'aver trovato un accordo con il giocatore, che sarebbe così tornato a calcare i campi da gioco per il finale di stagione. Il 12 ottobre, è stato schierato in campo nella sfida contro lo Spjelkavik, vinta per 5-1.

#### Nazionale
Iversen ha giocato 23 partite per la Norvegia under 21, con 17 reti. Ha esordito il 25 aprile 1995, subentrando a Rune Stakkeland nella vittoria per 5-0 sul Lussemburgo. Ha segnato il primo gol il 15 agosto dello stesso anno, nella sconfitta per 3-4 contro la Repubblica Ceca. Con questa squadra, ha partecipato al campionato europeo Under-21 1998, dove gli scandinavi hanno conquistato la medaglia di bronzo: Iversen ha segnato infatti una doppietta nel 2-0 inflitto all'Olanda, nella finale per il 3º posto.
Il 14 ottobre 1998, Iversen ha debuttato per la Nazionale maggiore del suo paese: è andato infatti a sostituire Alf-Inge Håland nel pareggio per 2-2 contro l'Albania, in un mach valido per le qualificazioni al campionato d'Europa 2000. Il 20 maggio 1999 ha siglato la prima marcatura, nell'amichevole vinta per 6-0 contro la Giamaica. Il suo esordio in Nazionale è stato relativamente tardivo perché si trovava dietro, nelle scelte del commissario tecnico, Ole Gunnar Solskjær e Tore André Flo. È stato così schierato in una posizione di centrocampista esterno, oppure da ala, per le esigenze della squadra. Nonostante giocasse spesso fuori posizione, però, ha segnato delle reti importanti per la corsa alla qualificazione all'Europeo 2000: la prima di queste è arrivata il 30 maggio 1999, sancendo la vittoria per 1-0 sulla Georgia.
La Norvegia si è qualificato per l'Europeo 2000. Il primo incontro nella competizione lo ha disputato contro la Spagna: gli scandinavi si sono imposti per 1-0, con Iversen che ha approfittato di un lungo rinvio del portiere Thomas Myhre per beffare di testa un colpevole José Francisco Molina, segnando la rete che ha sancito il successo della squadra. La Nazionale non ha superato però la fase a gironi.
Nel 2001, quattro calciatori si sono rifiutati di sottoscrivere l'accordo di sponsorizzazione riguardante la selezione norvegese: Tore André Flo, Ole Gunnar Solskjær, Ronny Johnsen e lo stesso Steffen Iversen. I giocatori hanno ritenuto infatti che questi contratti dessero troppo potere alla federazione e poca libertà per l'individuo. La federazione ha risposto inizialmente vietandone la convocazione. Successivamente, però, i quattro hanno firmato un accordo, con le clausole del contratto che sono state ammorbidite.
La selezione ha fallito la qualificazione al campionato del mondo 2002. Nelle qualificazione per l'Europeo che si sarebbe disputato due anni dopo, però, la Norvegia è giunta fino ai play-off, disputati contro la Spagna. Iversen è andato a segno nella sconfitta della gara d'andata, persa per 2-1. Gli scandinavi sono stati battuti 0-3 al ritorno, non riuscendo ad accedere alla fase finale del torneo. La campagna di qualificazione per il Mondiale 2006 non è stata più fortunata, perché la Norvegia non ha ottenuto la qualificazione.
Il 21 novembre 2007, Iversen ha segnato una tripletta contro Malta: il terzo gol gli ha permesso di raggiungere, a 19 reti, il padre Odd nella classifica dei marcatori della Nazionale norvegese. Il 6 settembre 2008 ha realizzato una doppietta all'Islanda: la seconda è stata la 1100ª rete della storia della selezione.

### Allenatore
Il 4 dicembre 2015, l'Haugar ha annunciato sul proprio sito internet che Iversen sarebbe diventato il nuovo allenatore della squadra, a partire dal 1º gennaio 2016.
Il 1º dicembre è stato reso noto che Iversen sarebbe diventato l'allenatore del Trygg/Lade, dal 1º gennaio 2018.

## Statistiche

### Presenze e reti nei club
Statistiche aggiornate al 5 dicembre 2015.
| Stagione                 | Club                     | Campionato               | Campionato | Campionato | Coppe nazionali | Coppe nazionali | Coppe nazionali | Coppe continentali | Coppe continentali | Coppe continentali | Supercoppe | Supercoppe | Supercoppe | Totale | Totale |
| Stagione                 | Club                     | Comp                     | Pres       | Reti       | Comp            | Pres            | Reti            | Comp               | Pres               | Reti               | Comp       | Pres       | Reti       | Pres   | Reti   |
| ------------------------ | ------------------------ | ------------------------ | ---------- | ---------- | --------------- | --------------- | --------------- | ------------------ | ------------------ | ------------------ | ---------- | ---------- | ---------- | ------ | ------ |
| 1995                     | Rosenborg                | ES                       | 25         | 8          | CN              | ?               | ?               | -                  | -                  | -                  | -          | -          | -          | ?      | ?      |
| 1996                     | Rosenborg                | ES                       | 25         | 10         | CN              | ?               | ?               | -                  | -                  | -                  | -          | -          | -          | ?      | ?      |
| 1996-1997                | Tottenham Hotspur        | PL                       | 16         | 6          | FA+LC           | ?               | ?               | -                  | -                  | -                  | -          | -          | -          | ?      | ?      |
| 1997-1998                | Tottenham Hotspur        | PL                       | 13         | 0          | FA+LC           | ?               | ?               | -                  | -                  | -                  | -          | -          | -          | ?      | ?      |
| 1998-1999                | Tottenham Hotspur        | PL                       | 27         | 9          | FA+LC           | ?               | ?               | -                  | -                  | -                  | -          | -          | -          | ?      | ?      |
| 1999-2000                | Tottenham Hotspur        | PL                       | 36         | 14         | FA+LC           | ?               | ?               | -                  | -                  | -                  | -          | -          | -          | ?      | ?      |
| 2000-2001                | Tottenham Hotspur        | PL                       | 14         | 2          | FA+LC           | ?               | ?               | -                  | -                  | -                  | -          | -          | -          | ?      | ?      |
| 2001-2002                | Tottenham Hotspur        | PL                       | 18         | 4          | FA+LC           | ?               | ?               | -                  | -                  | -                  | -          | -          | -          | ?      | ?      |
| 2002-2003                | Tottenham Hotspur        | PL                       | 19         | 1          | FA+LC           | ?               | ?               | -                  | -                  | -                  | -          | -          | -          | ?      | ?      |
| Totale Tottenham Hotspur | Totale Tottenham Hotspur | Totale Tottenham Hotspur | 143        | 36         |                 | ?               | ?               |                    | 0                  | 0                  |            | 0          | 0          | ?      | ?      |
| 2003-2004                | Wolverhampton Wanderers  | PL                       | 16         | 4          | FA+LC           | ?               | ?               | -                  | -                  | -                  | -          | -          | -          | 1      | 0      |
| 2004                     | Vålerenga                | ES                       | 11         | 4          | CN              | 0               | 0               | -                  | -                  | -                  | -          | -          | -          | 11     | 4      |
| 2005                     | Vålerenga                | ES                       | 21         | 7          | CN              | 5               | 2               | UCL+CU             | 3+0                | 2+0                | -          | -          | -          | 29     | 11     |
| Totale Vålerenga         | Totale Vålerenga         | Totale Vålerenga         | 32         | 11         |                 | 5               | 2               |                    | 3                  | 2                  |            | 0          | 0          | 40     | 15     |
| 2006                     | Rosenborg                | ES                       | 24         | 17         | CN              | 5               | 7               | -                  | -                  | -                  | -          | -          | -          | 29     | 24     |
| 2007                     | Rosenborg                | ES                       | 23         | 13         | CN              | 2               | 1               | UCL+CU             | 8+1                | 4+0                | -          | -          | -          | 34     | 18     |
| 2008                     | Rosenborg                | ES                       | 22         | 10         | CN              | 2               | 5               | CU                 | 7                  | 4                  | -          | -          | -          | 31     | 19     |
| 2009                     | Rosenborg                | ES                       | 29         | 9          | CN              | 3               | 1               | UEL                | 4                  | 1                  | -          | -          | -          | 36     | 11     |
| 2010                     | Rosenborg                | ES                       | 30         | 14         | CN              | 5               | 3               | UCL+UEL            | 6+6                | 1+0                | S          | 1          | 0          | 48     | 18     |
| gen.-giu. 2011           | Crystal Palace           | FLC                      | 17         | 2          | FA+LC           | 1+0             | 0               | -                  | -                  | -                  | -          | -          | -          | 18     | 2      |
| 2011-feb. 2012           | Crystal Palace           | FLC                      | 3          | 0          | FA+LC           | 1+1             | 0               | -                  | -                  | -                  | -          | -          | -          | 5      | 0      |
| Totale Crystal Palace    | Totale Crystal Palace    | Totale Crystal Palace    | 20         | 2          |                 | 3               | 0               |                    | -                  | -                  |            | -          | -          | 23     | 2      |
| 2012                     | Rosenborg                | ES                       | 21         | 6          | CN              | 2               | 2               | UEL                | 9                  | 0                  | -          | -          | -          | 32     | 8      |
| Totale Rosenborg         | Totale Rosenborg         | Totale Rosenborg         | 199        | 87         |                 | ?               | ?               |                    | ?                  | ?                  |            | 1          | 0          | ?      | ?      |
| set.-dic. 2013           | Herd                     | 3D                       | 1          | 0          | CN              | -               | -               | -                  | -                  | -                  | -          | -          | -          | 1      | 0      |
| 2014                     | Herd                     | 2D                       | 1          | 0          | CN              | 0               | 0               | -                  | -                  | -                  | -          | -          | -          | 1      | 0      |
| Totale Herd              | Totale Herd              | Totale Herd              | 2          | 0          |                 | 0               | 0               |                    | -                  | -                  |            | -          | -          | 2      | 0      |
| Totale                   | Totale                   | Totale                   | ?          | ?          |                 | ?               | ?               |                    | ?                  | ?                  |            | 1          | 0          | ?      | ?      |

### Cronologia presenze e reti in Nazionale
| Cronologia completa delle presenze e delle reti in nazionale ― Norvegia | Cronologia completa delle presenze e delle reti in nazionale ― Norvegia | Cronologia completa delle presenze e delle reti in nazionale ― Norvegia | Cronologia completa delle presenze e delle reti in nazionale ― Norvegia | Cronologia completa delle presenze e delle reti in nazionale ― Norvegia | Cronologia completa delle presenze e delle reti in nazionale ― Norvegia | Cronologia completa delle presenze e delle reti in nazionale ― Norvegia | Cronologia completa delle presenze e delle reti in nazionale ― Norvegia |
| Data                                                                    | Città                                                                   | In casa                                                                 | Risultato                                                               | Ospiti                                                                  | Competizione                                                            | Reti                                                                    | Note                                                                    |
| ----------------------------------------------------------------------- | ----------------------------------------------------------------------- | ----------------------------------------------------------------------- | ----------------------------------------------------------------------- | ----------------------------------------------------------------------- | ----------------------------------------------------------------------- | ----------------------------------------------------------------------- | ----------------------------------------------------------------------- |
| 14-10-1998                                                              | Oslo                                                                    | Norvegia                                                                | 2 – 2                                                                   | Albania                                                                 | Qual. Euro 2000                                                         | -                                                                       |                                                                         |
| 18-11-1998                                                              | Il Cairo                                                                | Egitto                                                                  | 1 – 1                                                                   | Norvegia                                                                | Amichevole                                                              | -                                                                       |                                                                         |
| 27-3-1999                                                               | Atene                                                                   | Grecia                                                                  | 0 – 2                                                                   | Norvegia                                                                | Qual. Euro 2000                                                         | -                                                                       |                                                                         |
| 28-4-1999                                                               | Tbilisi                                                                 | Georgia                                                                 | 1 – 4                                                                   | Norvegia                                                                | Qual. Euro 2000                                                         | -                                                                       |                                                                         |
| 20-5-1999                                                               | Oslo                                                                    | Norvegia                                                                | 6 – 0                                                                   | Giamaica                                                                | Amichevole                                                              | 1                                                                       |                                                                         |
| 30-5-1999                                                               | Oslo                                                                    | Norvegia                                                                | 1 – 0                                                                   | Georgia                                                                 | Qual. Euro 2000                                                         | 1                                                                       |                                                                         |
| 5-6-1999                                                                | Tirana                                                                  | Albania                                                                 | 1 – 2                                                                   | Norvegia                                                                | Qual. Euro 2000                                                         | 1                                                                       |                                                                         |
| 18-8-1999                                                               | Oslo                                                                    | Norvegia                                                                | 1 – 0                                                                   | Lituania                                                                | Amichevole                                                              | -                                                                       |                                                                         |
| 4-9-1999                                                                | Oslo                                                                    | Norvegia                                                                | 1 – 0                                                                   | Grecia                                                                  | Qual. Euro 2000                                                         | -                                                                       |                                                                         |
| 8-9-1999                                                                | Oslo                                                                    | Norvegia                                                                | 4 – 0                                                                   | Slovenia                                                                | Qual. Euro 2000                                                         | 1                                                                       |                                                                         |
| 9-10-1999                                                               | Riga                                                                    | Lettonia                                                                | 1 – 2                                                                   | Norvegia                                                                | Qual. Euro 2000                                                         | -                                                                       |                                                                         |
| 14-11-1999                                                              | Oslo                                                                    | Norvegia                                                                | 0 – 1                                                                   | Germania                                                                | Amichevole                                                              | -                                                                       |                                                                         |
| 29-3-2000                                                               | Lugano                                                                  | Svizzera                                                                | 2 – 2                                                                   | Norvegia                                                                | Amichevole                                                              | -                                                                       |                                                                         |
| 26-4-2000                                                               | Oslo                                                                    | Norvegia                                                                | 0 – 2                                                                   | Belgio                                                                  | Amichevole                                                              | -                                                                       |                                                                         |
| 27-5-2000                                                               | Oslo                                                                    | Norvegia                                                                | 2 – 0                                                                   | Slovacchia                                                              | Amichevole                                                              | 1                                                                       |                                                                         |
| 13-6-2000                                                               | Rotterdam                                                               | Spagna                                                                  | 0 – 1                                                                   | Norvegia                                                                | Euro 2000 - 1º turno                                                    | 1                                                                       |                                                                         |
| 18-6-2000                                                               | Liegi                                                                   | Jugoslavia                                                              | 1 – 0                                                                   | Norvegia                                                                | Euro 2000 - 1º turno                                                    | -                                                                       |                                                                         |
| 21-6-2000                                                               | Arnhem                                                                  | Slovenia                                                                | 0 – 0                                                                   | Norvegia                                                                | Euro 2000 - 1º turno                                                    | -                                                                       |                                                                         |
| 16-8-2000                                                               | Helsinki                                                                | Finlandia                                                               | 3 – 1                                                                   | Norvegia                                                                | Amichevole                                                              | -                                                                       |                                                                         |
| 2-9-2000                                                                | Oslo                                                                    | Norvegia                                                                | 0 – 0                                                                   | Armenia                                                                 | Qual. Mondiali 2002                                                     | -                                                                       |                                                                         |
| 7-10-2000                                                               | Cardiff                                                                 | Galles                                                                  | 1 – 1                                                                   | Norvegia                                                                | Qual. Mondiali 2002                                                     | -                                                                       |                                                                         |
| 11-10-2000                                                              | Oslo                                                                    | Norvegia                                                                | 0 – 1                                                                   | Ucraina                                                                 | Qual. Mondiali 2002                                                     | -                                                                       |                                                                         |
| 24-3-2001                                                               | Oslo                                                                    | Norvegia                                                                | 2 – 3                                                                   | Polonia                                                                 | Qual. Mondiali 2002                                                     | -                                                                       |                                                                         |
| 28-3-2001                                                               | Minsk                                                                   | Bielorussia                                                             | 2 – 1                                                                   | Norvegia                                                                | Qual. Mondiali 2002                                                     | -                                                                       |                                                                         |
| 15-8-2001                                                               | Oslo                                                                    | Norvegia                                                                | 1 – 1                                                                   | Turchia                                                                 | Amichevole                                                              | -                                                                       |                                                                         |
| 1-9-2001                                                                | Chorzów                                                                 | Polonia                                                                 | 3 – 0                                                                   | Norvegia                                                                | Qual. Mondiali 2002                                                     | -                                                                       |                                                                         |
| 5-9-2001                                                                | Oslo                                                                    | Norvegia                                                                | 3 – 2                                                                   | Galles                                                                  | Qual. Mondiali 2002                                                     | -                                                                       |                                                                         |
| 13-2-2002                                                               | Bruxelles                                                               | Belgio                                                                  | 1 – 0                                                                   | Norvegia                                                                | Amichevole                                                              | -                                                                       |                                                                         |
| 17-4-2002                                                               | Oslo                                                                    | Norvegia                                                                | 0 – 0                                                                   | Svezia                                                                  | Amichevole                                                              | -                                                                       |                                                                         |
| 14-5-2002                                                               | Oslo                                                                    | Norvegia                                                                | 3 – 0                                                                   | Giappone                                                                | Amichevole                                                              | -                                                                       |                                                                         |
| 22-5-2002                                                               | Bodø                                                                    | Norvegia                                                                | 1 – 1                                                                   | Islanda                                                                 | Amichevole                                                              | -                                                                       |                                                                         |
| 7-9-2002                                                                | Oslo                                                                    | Norvegia                                                                | 2 – 2                                                                   | Danimarca                                                               | Qual. Euro 2004                                                         | -                                                                       |                                                                         |
| 12-10-2002                                                              | Bucarest                                                                | Romania                                                                 | 0 – 1                                                                   | Norvegia                                                                | Qual. Euro 2004                                                         | 1                                                                       |                                                                         |
| 16-10-2002                                                              | Oslo                                                                    | Norvegia                                                                | 2 – 0                                                                   | Bosnia ed Erzegovina                                                    | Qual. Euro 2004                                                         | -                                                                       |                                                                         |
| 20-11-2002                                                              | Vienna                                                                  | Austria                                                                 | 0 – 1                                                                   | Norvegia                                                                | Amichevole                                                              | -                                                                       |                                                                         |
| 30-4-2003                                                               | Dublino                                                                 | Irlanda                                                                 | 1 – 0                                                                   | Norvegia                                                                | Amichevole                                                              | -                                                                       |                                                                         |
| 22-5-2003                                                               | Oslo                                                                    | Norvegia                                                                | 2 – 0                                                                   | Finlandia                                                               | Amichevole                                                              | -                                                                       |                                                                         |
| 7-6-2003                                                                | Copenaghen                                                              | Danimarca                                                               | 1 – 0                                                                   | Norvegia                                                                | Qual. Euro 2004                                                         | -                                                                       |                                                                         |
| 11-6-2003                                                               | Oslo                                                                    | Norvegia                                                                | 1 – 1                                                                   | Romania                                                                 | Qual. Euro 2004                                                         | -                                                                       |                                                                         |
| 20-8-2003                                                               | Oslo                                                                    | Norvegia                                                                | 0 – 0                                                                   | Scozia                                                                  | Amichevole                                                              | -                                                                       |                                                                         |
| 6-9-2003                                                                | Zenica                                                                  | Bosnia ed Erzegovina                                                    | 1 – 0                                                                   | Norvegia                                                                | Qual. Euro 2004                                                         | -                                                                       |                                                                         |
| 10-9-2003                                                               | Oslo                                                                    | Norvegia                                                                | 0 – 1                                                                   | Portogallo                                                              | Amichevole                                                              | -                                                                       |                                                                         |
| 15-11-2003                                                              | Valencia                                                                | Spagna                                                                  | 2 – 1                                                                   | Norvegia                                                                | Qual. Euro 2004                                                         | 1                                                                       |                                                                         |
| 19-11-2003                                                              | Oslo                                                                    | Norvegia                                                                | 0 – 3                                                                   | Spagna                                                                  | Qual. Euro 2004                                                         | -                                                                       |                                                                         |
| 18-2-2004                                                               | Oslo                                                                    | Norvegia                                                                | 4 – 1                                                                   | Irlanda del Nord                                                        | Amichevole                                                              | 1                                                                       |                                                                         |
| 9-10-2004                                                               | Glasgow                                                                 | Scozia                                                                  | 0 – 1                                                                   | Norvegia                                                                | Qual. Mondiali 2006                                                     | 1                                                                       |                                                                         |
| 13-10-2004                                                              | Oslo                                                                    | Norvegia                                                                | 3 – 0                                                                   | Slovenia                                                                | Qual. Mondiali 2006                                                     | -                                                                       |                                                                         |
| 16-11-2004                                                              | Londra                                                                  | Australia                                                               | 2 – 2                                                                   | Norvegia                                                                | Amichevole                                                              | 1                                                                       |                                                                         |
| 9-2-2005                                                                | Ta' Qali                                                                | Malta                                                                   | 0 – 3                                                                   | Norvegia                                                                | Qual. Mondiali 2006                                                     | -                                                                       |                                                                         |
| 30-3-2005                                                               | Chișinău                                                                | Moldavia                                                                | 0 – 0                                                                   | Norvegia                                                                | Qual. Mondiali 2006                                                     | -                                                                       |                                                                         |
| 24-5-2005                                                               | Oslo                                                                    | Norvegia                                                                | 1 – 0                                                                   | Costa Rica                                                              | Amichevole                                                              | -                                                                       |                                                                         |
| 4-6-2005                                                                | Oslo                                                                    | Norvegia                                                                | 0 – 0                                                                   | Italia                                                                  | Qual. Mondiali 2006                                                     | -                                                                       |                                                                         |
| 8-6-2005                                                                | Stoccolma                                                               | Svezia                                                                  | 2 – 3                                                                   | Norvegia                                                                | Qual. Mondiali 2006                                                     | 1                                                                       |                                                                         |
| 17-8-2005                                                               | Oslo                                                                    | Norvegia                                                                | 0 – 2                                                                   | Svizzera                                                                | Amichevole                                                              | -                                                                       |                                                                         |
| 3-9-2005                                                                | Celje                                                                   | Slovenia                                                                | 2 – 3                                                                   | Norvegia                                                                | Qual. Mondiali 2006                                                     | -                                                                       |                                                                         |
| 8-10-2005                                                               | Oslo                                                                    | Norvegia                                                                | 1 – 0                                                                   | Moldavia                                                                | Qual. Mondiali 2006                                                     | -                                                                       |                                                                         |
| 12-10-2005                                                              | Minsk                                                                   | Bielorussia                                                             | 0 – 1                                                                   | Norvegia                                                                | Qual. Mondiali 2006                                                     | -                                                                       |                                                                         |
| 12-11-2005                                                              | Oslo                                                                    | Norvegia                                                                | 0 – 1                                                                   | Rep. Ceca                                                               | Qual. Mondiali 2006                                                     | -                                                                       |                                                                         |
| 16-11-2005                                                              | Praga                                                                   | Rep. Ceca                                                               | 1 – 0                                                                   | Norvegia                                                                | Qual. Mondiali 2006                                                     | -                                                                       |                                                                         |
| 16-8-2006                                                               | Oslo                                                                    | Norvegia                                                                | 1 – 1                                                                   | Brasile                                                                 | Amichevole                                                              | -                                                                       |                                                                         |
| 2-9-2006                                                                | Budapest                                                                | Ungheria                                                                | 1 – 4                                                                   | Norvegia                                                                | Qual. Euro 2008                                                         | -                                                                       |                                                                         |
| 6-9-2006                                                                | Oslo                                                                    | Norvegia                                                                | 2 – 0                                                                   | Moldavia                                                                | Qual. Euro 2008                                                         | 1                                                                       |                                                                         |
| 7-10-2006                                                               | Atene                                                                   | Grecia                                                                  | 1 – 0                                                                   | Norvegia                                                                | Qual. Euro 2008                                                         | -                                                                       |                                                                         |
| 15-11-2006                                                              | Belgrado                                                                | Serbia                                                                  | 1 – 1                                                                   | Norvegia                                                                | Qual. Euro 2008                                                         | -                                                                       |                                                                         |
| 7-2-2007                                                                | Fiume                                                                   | Croazia                                                                 | 2 – 1                                                                   | Norvegia                                                                | Amichevole                                                              | -                                                                       |                                                                         |
| 24-3-2007                                                               | Oslo                                                                    | Norvegia                                                                | 1 – 2                                                                   | Bosnia ed Erzegovina                                                    | Qual. Euro 2008                                                         | -                                                                       |                                                                         |
| 2-6-2007                                                                | Oslo                                                                    | Norvegia                                                                | 4 – 0                                                                   | Malta                                                                   | Qual. Euro 2008                                                         | 1                                                                       |                                                                         |
| 6-6-2007                                                                | Oslo                                                                    | Norvegia                                                                | 4 – 0                                                                   | Ungheria                                                                | Qual. Euro 2008                                                         | 1                                                                       |                                                                         |
| 8-9-2007                                                                | Chișinău                                                                | Moldavia                                                                | 0 – 1                                                                   | Norvegia                                                                | Qual. Euro 2008                                                         | 1                                                                       |                                                                         |
| 12-9-2007                                                               | Oslo                                                                    | Norvegia                                                                | 2 – 2                                                                   | Grecia                                                                  | Qual. Euro 2008                                                         | -                                                                       |                                                                         |
| 17-11-2007                                                              | Oslo                                                                    | Norvegia                                                                | 1 – 2                                                                   | Turchia                                                                 | Qual. Euro 2008                                                         | -                                                                       |                                                                         |
| 21-11-2007                                                              | Ta' Qali                                                                | Malta                                                                   | 1 – 4                                                                   | Norvegia                                                                | Qual. Euro 2008                                                         | 3                                                                       |                                                                         |
| 26-3-2008                                                               | Podgorica                                                               | Montenegro                                                              | 3 – 1                                                                   | Norvegia                                                                | Amichevole                                                              | -                                                                       |                                                                         |
| 6-9-2008                                                                | Oslo                                                                    | Norvegia                                                                | 2 – 2                                                                   | Islanda                                                                 | Qual. Mondiali 2010                                                     | 2                                                                       |                                                                         |
| 11-10-2008                                                              | Glasgow                                                                 | Scozia                                                                  | 0 – 0                                                                   | Norvegia                                                                | Qual. Mondiali 2010                                                     | -                                                                       |                                                                         |
| 15-10-2008                                                              | Oslo                                                                    | Norvegia                                                                | 0 – 1                                                                   | Paesi Bassi                                                             | Qual. Mondiali 2010                                                     | -                                                                       |                                                                         |
| 12-8-2009                                                               | Oslo                                                                    | Norvegia                                                                | 4 – 0                                                                   | Scozia                                                                  | Qual. Mondiali 2010                                                     | -                                                                       |                                                                         |
| 3-9-2010                                                                | Reykjavík                                                               | Islanda                                                                 | 1 – 2                                                                   | Norvegia                                                                | Qual. Euro 2012                                                         | -                                                                       |                                                                         |
| 26-3-2011                                                               | Oslo                                                                    | Norvegia                                                                | 1 – 1                                                                   | Danimarca                                                               | Qual. Euro 2012                                                         | -                                                                       |                                                                         |
| Totale                                                                  |                                                                         | Presenze (10º posto)                                                    | 79                                                                      |                                                                         | Reti (10º posto)                                                        | 21                                                                      |                                                                         |

## Palmarès

### Giocatore

#### Club
- Campionato norvegese: 6

Rosenborg: 1995, 1996, 2006, 2009, 2010
Vålerenga: 2005
- Coppa di Lega inglese: 1

Tottenham: 1998-1999
- Superfinalen: 1

Rosenborg: 2010

#### Individuale
- Miglior marcatore dell'Europeo Under-21: 1

1998 (3 reti a pari merito con Nikos Lymperopoulos)
- Gullklokka

2001
- Attaccante dell'anno del campionato norvegese: 1

2006